# Michael Rymer
Michael Rymer (1963) è un regista e produttore televisivo australiano.

## Biografia
Debutta nel 1995 con il film Angel Baby, da lui scritto e diretto che vince svariati premi tra cui sette Australian Film Institute Awards, tra cui miglior film e miglior regia. In seguito dirige diversi film considerati di cassetta fino al 2002 quando dirige La regina dei dannati, con Aaliyah e Stuart Townsend, tratto dall'omonimo romanzo di Anne Rice.
Nel 2003 inizia a lavorare per la televisione dirigendo la miniserie pilota della serie televisiva Battlestar Galactica. Dal 2004 lavora per la serie televisiva canadese sia come regista di numerosi episodi sia come produttore.
Nel 2009 dirige svariati episodi della prima stagione della serie televisiva FlashForward.

## Filmografia

### Cinema
- Angel Baby (1995)
- Allie & Me (1997)
- In Too Deep (1999)
- Fashion Crimes (Perfume) (2001)
- La regina dei dannati (Queen of the Damned) (2002)
- Face to Face (2011)

### Televisione
- Fantasmi (Haunted) – serie TV, episodi 1x01-1x08 (2002)
- Battlestar Galactica – miniserie TV (2003)
- A House Divided – film TV (2006)
- Battlestar Galactica – serie TV, 23 episodi (2004-2009)
- Flashforward – serie TV, episodi 1x03-1x04 (2009)
- Revolution – film TV (2009)
- Persone sconosciute (Persons Unknown) – serie TV, episodi 1x01-1x13 (2010)
- 17th Precinct – film TV (2011)
- The Killing – serie TV, episodio 3x04 (2013)
- Longmire – serie TV, episodio 2x09 (2013)
- American Horror Story – serie TV, episodi 2x07-3x02 (2012-2013)
- Deadline Gallipoli – miniserie TV (2015)
- Hannibal – serie TV, 9 episodi (2013-2015)
- Jessica Jones – serie TV, episodio 1x13 (2015)
- L'uomo nell'alto castello (The Man in the High Castle) – serie TV, episodio 1x04 (2015)
- Picnic at Hanging Rock – miniserie TV (2018)
- The Gloaming - Le ore più buie (The Gloaming) – miniserie TV (2020)
- Fires – miniserie TV (2021)